# Eligmodonta tristis
Eligmodonta tristis är en fjärilsart som beskrevs av Maslowicz. 1923. Eligmodonta tristis ingår i släktet Eligmodonta och familjen tandspinnare. Inga underarter finns listade i Catalogue of Life.